# 横浜市立今井小学校
横浜市立今井小学校（よこはましりついまいしょうがっこう）は、神奈川県横浜市保土ケ谷区今井町にある公立小学校。

## 概要
保土ケ谷区今井町（一部を除く）を学区とする。

## 沿革
1880年に「都築郡今井小学校」として創立され（当時の所在地は二俣川村）、1939年に市町村合併により横浜市立となる。
年表
出典は学校ウェブサイトの「沿革」。
- 1880年3月25日 - 都築郡今井小学校として創立
- 1880年3月30日 - 開校
- 1886年4月1日 - 都筑郡尋常今井小学校となる
- 1889年5月1日 - 校地を移転
- 1939年4月1日 - 横浜市立今井尋常小学校となる
- 1941年4月1日 - 横浜市立今井国民学校となる
- 1947年4月1日 - 横浜市立今井小学校となる
- 1974年9月1日 - 藤塚分校を開設
- 1975年4月1日 - 藤塚分校が横浜市立藤塚小学校として独立
- 1976年4月1日 - 校地を移転（現在地）

## 進学先中学校
- 横浜市立橘中学校[1]
- 横浜市立左近山中学校[3]